# Radio Złote Przeboje
Radio Złote Przeboje (kurz: Złote Przeboje, Goldene Schlager) ist ein überregionales Rundfunknetzwerk in Polen. Gegründet wurde es 1997. Es war ursprünglich, wie beispielsweise aus den USA bekannt, ein Netzwerk unabhängiger lokaler Sendestationen, die (zentral in Warschau) ein gemeinsames Mantelprogramm produzierten. Złote Przeboje hat eine Sendelizenz für die Zulieferung eines landesweiten Mantelprogramms, verfügt also nicht über eigene Sender. Bis etwa 2007 erfolgte die Neugründung als zentral organisierter landesweiter Sender.
Die Marke gehört zur Agora Radio Group, eine 100-prozentige Gesellschaft der Agora S.A. (Medienbeteiligungsgesellschaft). Mit der Aufgabe der eigenen Homepage wurde die gesamte technische Infrastruktur für die Verbreitung des Internetstreams (mainstream.radioagora.pl) einschließlich der neuen Homepage in Tuba.pl, ebenfalls eine Gesellschaft der Agora S.A., integriert.

## Programm
Das Programm bietet ein durchhörbares Formatradio mit den erfolgreichsten aktuellen Hits. (Przeboje, also Schlager, wird im Polnischen im Sinne von „erfolgreichste Hits“ verstanden.) Dazu kommen noch zu einem geringen Anteil Oldies seit den 60er Jahren, die früher ursprünglich den Hauptteil des Programms ausgemacht haben. Die Kernzielgruppe hat sich damit auf die 30- bis 50-jährigen Radiohörer verlagert.
Von 2007 bis Januar 2010 gehörte der bekannte Marek Niedzwiecki, zuvor und danach Musikredakteur und Moderator beim 3. Programm des Polnischen Rundfunks, mit seiner Chart-Show zum Moderatorenteam.
Lokale/regionale Studios
Fensterprogramme werden aus Studios der folgenden Orte gesendet: Białystok, Bydgoszcz, Częstochowa, Gdańsk, Jelenia Góra, Katowice, Krakau, Lublin, Łódź, Nowy Sącz, Opole, Poznań, Rzeszów, Szczecin, Wałbrzych, Warschau, Wrocław, Zamość, Zielona Góra. Diese Stationen stellen das regionale Programm mit eigener Werbung, Regionalnachrichten, Wetter und Serviceinformationen zusammen.
Internetsender
Der Sender bietet über seine Homepage folgende weitere Internetprogramme an:
- Złote Przeboje Pop
- Złote Przeboje Rock
- Złote Przeboje Disco/Dance
- Złote Przeboje Po Polsku (nur polnische Musik)
- Złote Przeboje Ballady (Balladen)

## Empfang
Über 25 UKW-Sender werden ca. 70–75 Prozent des polnischen Staatsgebiets (über 90 Prozent der Bevölkerung) versorgt: Białystok (101,0 MHz), Bydgoszcz (92,1 MHz), Częstochowa (96,6 MHz), Gdańsk (103,0 MHz), Gdynia (99,2 MHz), Gorlice (99,6 MHz), Jelenia Góra (106,2 MHz), Katowice (91,2 MHz), Kraków (92,5 MHz), Lublin (95,6 MHz), Łódź (101,3 MHz), Nowy Sącz (93,8 MHz), Nowy Targ (91,3 MHz), Opole (92,8 i 104,1 MHz), Poznań (88,4 MHz), Rzeszów (95,7 MHz), Szczecin (89,8 MHz), Wałbrzych (91,8 MHz), Warszawa (100,1 MHz), Wolin (105,6 MHz), Wrocław (90,4 MHz), Zabrze (96,6 MHz), Zamość (99,3 MHz), Zielona Góra (98,1 MHz), Żary (94,4 MHz)
Weiterhin wird das Programm über den Satelliten Hot Bird 8 (Regionalprogramm 100.1 FM, Warschau) ausgestrahlt und über mehrere regionalisierte Internetstreams.